# Sulla scena del delitto
Sulla scena del delitto (Crime Scene) è un franchise televisivo composto da quattro serie televisive, più altre serie attualmente in produzione.
Il franchise include miniserie associate al genere del documentario dirette da Joe Berlinger e curate da Jeff Hutchens.

## Serie televisive

### Sulla scena del delitto: Il caso del Cecil Hotel(2021)
La prima miniserie del franchise, Sulla scena del delitto: Il caso del Cecil Hotel (Crime Scene: The Vanishing at the Cecil Hotel), racconta la morte di Elisa Lam, avvenuta all'interno del Cecil Hotel nel 2013.

### Sulla scena del delitto: Il killer di Times Square(2021)
La seconda miniserie del franchise, Sulla scena del delitto: Il killer di Times Square (Crime Scene: The Times Square Killer), ruota attorno agli omicidi degli anni 70 e 80 compiuti dal serial killer americano Richard Cottingham, noto anche come il killer di Times Square.

### Sulla scena del delitto: I Texas Killing Fields(2022)
La terza miniserie del franchise, Sulla scena del delitto: I Texas Killing Fields (Crime Scene: The Texas Killing Fields), racconta gli eventi delle “paludi della morte del Texas”, una zona in cui è avvenuta la scomparsa di varie ragazze, poi ritrovate morte. In particolare, si focalizza sul ritrovamento dei corpi di tre giovani donne negli anni ’80 e del cadavere di una quarta donna nel 1991. Tali omicidi rimangono irrisolti.

### Sulla scena del delitto - Berlino: Nightlife Killer(2024)
La quarta miniserie del franchise, Sulla scena del delitto - Berlino: Nightlife Killer (Crime Scene Berlin: Nightlife Killer), ruota attorno agli omicidi del 2012 compiuti dal serial killer soprannominato "Darkroom Murderer" a Berlino.

### Altre serie televisive
Dopo la diffusione della prima serie, è stato reso noto che altre tre serie televisive associate al franchise sarebbero state prodotte.

## Crew
| Crew                 | Il caso del Cecil Hotel                                                                                             | Il killer di Times Square         | I Texas Killing Fields                         | Berlino: Nightlife Killer    |
| Crew                 | 2021 | 2021                              | 2022                                           | 2024                         |
| -------------------- | --- | --------------------------------- | ---------------------------------------------- | ---------------------------- |
| Regista              | Joe Berlinger | Joe Berlinger                     | Jessica Dimmock                                | Jan Zabeil, Carolina Schaper |
| Cast                 | - Viveca Chow - Judy Ho - Artemis Snow                                                                              | - Charlie Meany                   | - Skip Hollandsworth - Tim Miller - Lise Olsen |                              |
| Produttori esecutivi | - Joe Berlinger - Ron Howard - Brian Grazer - Sara Bernstein - Justin Wilkens - Jon Doran - Jon Kamen - Ryan Miller | - Jen Isaacson - Leslie Mattingly |                                                |                              |
| N° episodi           | 4 episodi | 3 episodi                         | 3 episodi                                      | 3 episodi                    |
| Data originale       | 10 febbraio 2021 | 29 dicembre 2021                  | 29 novembre 2022                               | 3 aprile 2024                |

## Accoglienza
| Film                                                       | Rotten Tomatoes | Metacritic |
| ---------------------------------------------------------- | --------------- | ---------- |
| Sulla scena del delitto: Il caso del Cecil Hotel (2021)    | 52%             | 51         |
| Sulla scena del delitto: Il killer di Times Square (2021)  | 100%            | TBA        |
| Sulla scena del delitto: I Texas Killing Fields (2022)     | TBA             | TBA        |
| Sulla scena del delitto - Berlino: Nightlife Killer (2024) | TBA             | TBA        |